# Jorge Rafael Videla
Jorge Rafael Videla Redondo (Mercedes, Buenos Aires, 2. kolovoza 1925. – Marcos Paz, Buenos Aires, 17. svibnja 2013.), vojni diktator u Argentini od 29. ožujka 1976. do 29. ožujka 1981. godine. Vođa deveteročlane vojne hunte koja je svrgnula Isabel, udovicu Juana Perona. Iz vojske je otpušten 1985. Iako je nosio titulu predsjednika Argentine, ne smatra ga se zakonitim zbog načina dolaska na vlast. Dana 5. srpnja 2012. osuđen je na 50 godina zatvora zbog otmice djece političkim protivnicima i drugim protivnicima režima. Razdoblje njegove vladavine su obilježila mnogobrojni zločin: otmica djece,progoni politički protivnika,i mnogi drugi zločin. Ovo razdoblje argentinske povijesti se naziva "prljavi rat" u kojem je život izgubilo oko 10.000 - 30.000 
ljudi. Po činu je general pukovnik.